# 大興花園
大興花園（英語：Tai Hing Gardens），為一位於香港新界屯門區大興的屋苑，屋苑前身為大興紡織廠，分為兩期發展，共設15座物業，提供3,647個住宅單位，由恆隆地產及大興紡織（發展）發展，由王董建築師事務設計，佳定物業管理作物業管理，第一期先於1989年9月落成，第二期則於1994年1月落成。

## 簡介
由於屋苑前身為一山丘，故屋苑是沿山勢而興建，如自成一角，內設有商場、停車場、泳池等，而除主要道路河旺街外，另一道路河興街則為私家路，設有車閘為出入車輛登記。
大興花園分別於1989年及1994年建成第1期和第2期，第1期設有4座30層高的住宅，而第2期則設11座34層高的住宅及一商場連會所及停車場大樓，會所設施包括網球場、壁球室等，另外第1期及2期停車場設有105個及126個車位，而第一期及第二期亦各自建有泳池。另二期的住宅中設有地下連花園的單位。全屋苑共3,647個單位，每一物業一梯為6或8伙，單位約介乎500-753平方呎。屋苑為屯門大興區內代表的私人屋苑。苑內設有別於其他屋邨屋苑的造型獨特動物垃圾箱，包括以青蛙、河馬及海豚為設計藍本，以吸引更多人使用與及防止隨地亂拋垃圾。

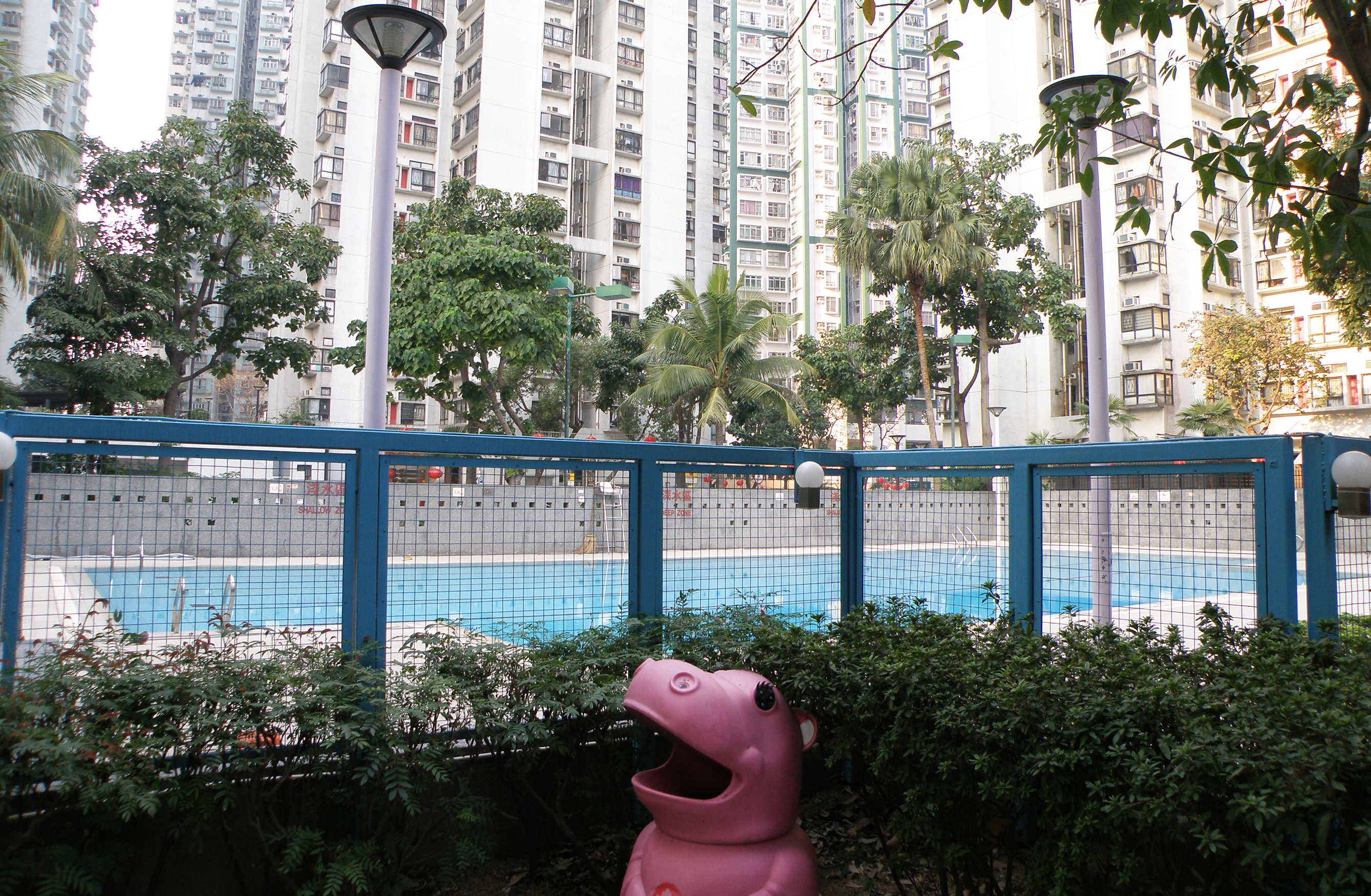
泳池及河馬造型垃圾箱
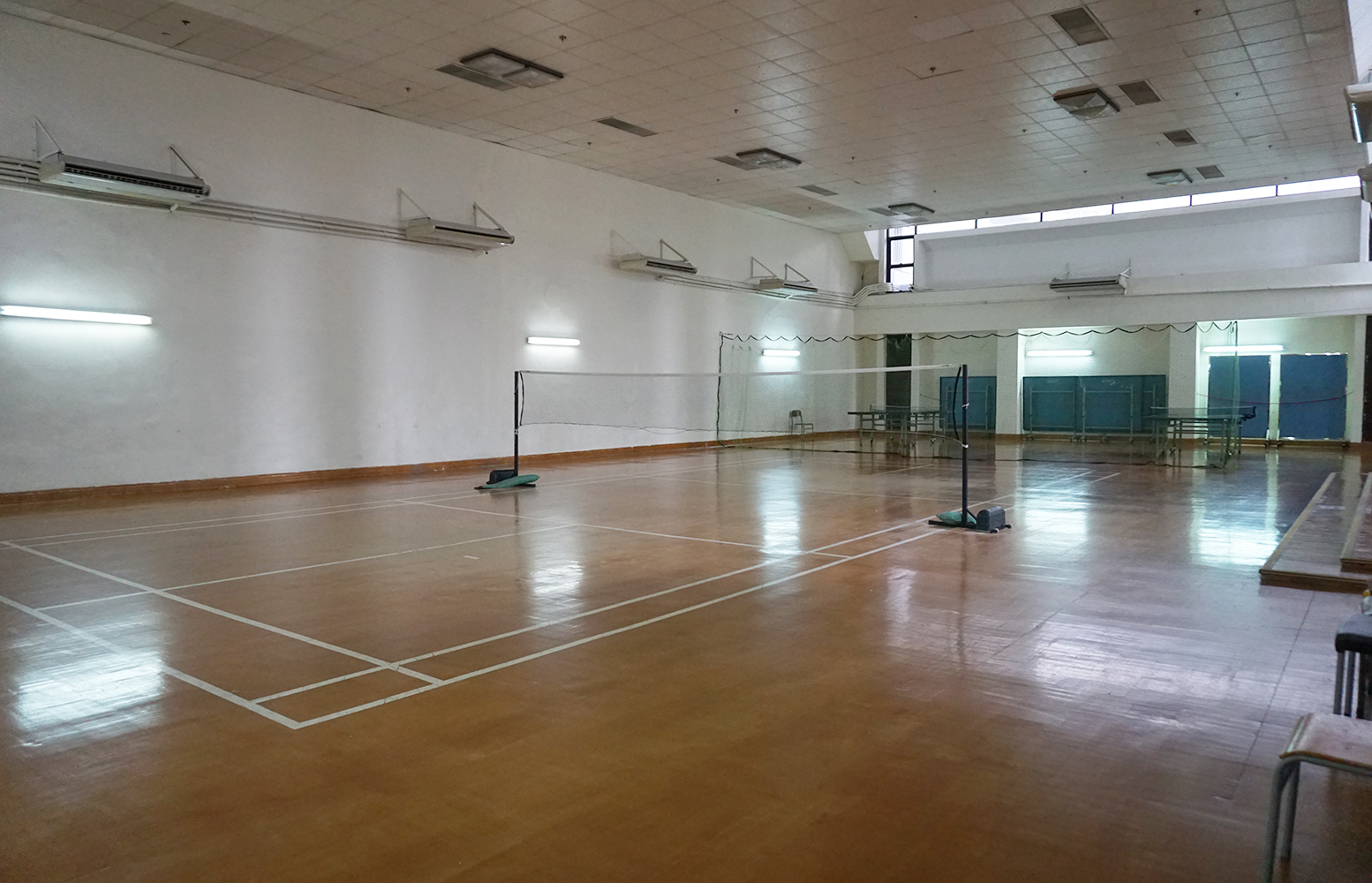
羽毛球場及乒乓球桌
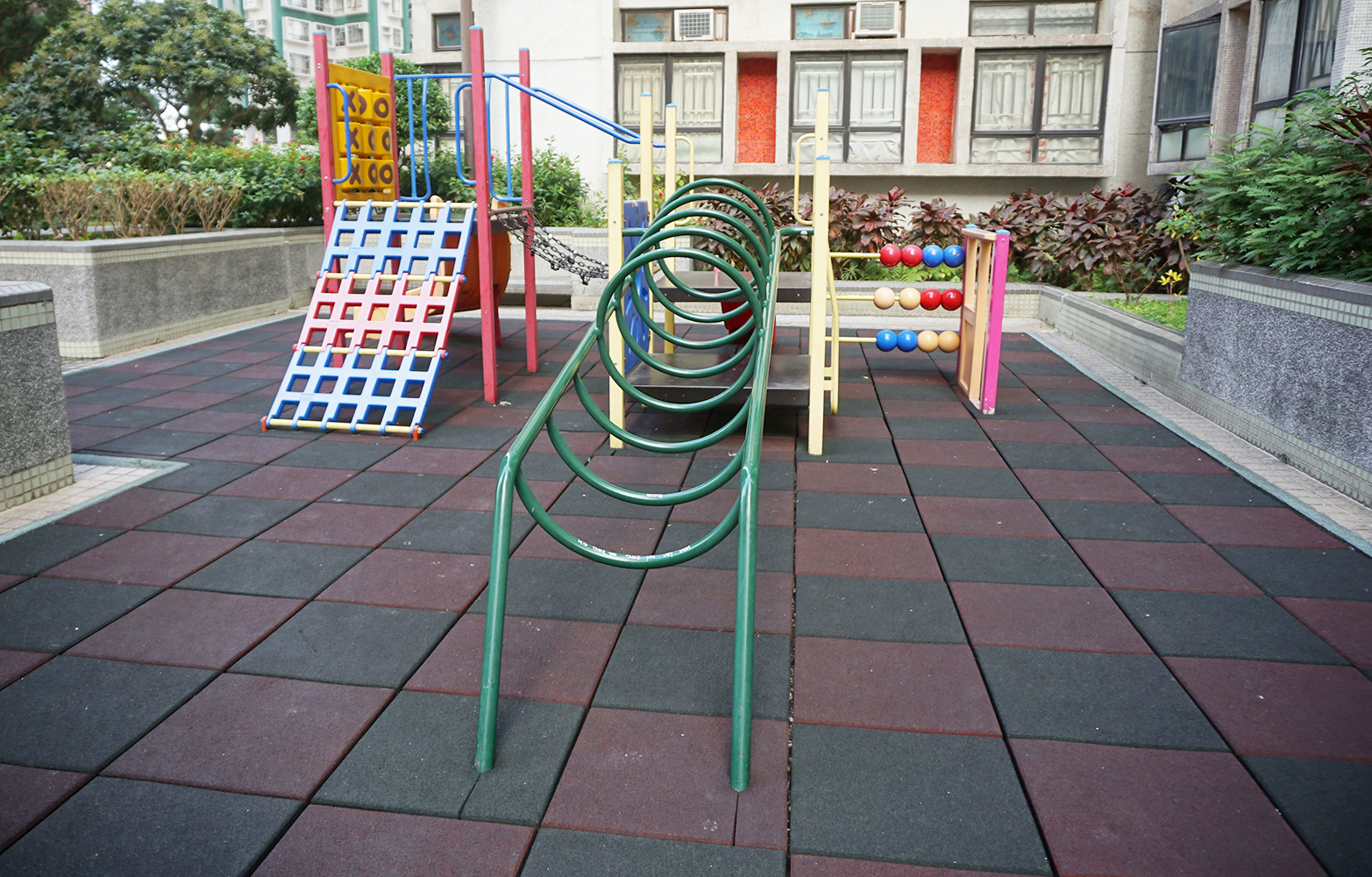
兒童遊樂場（2）
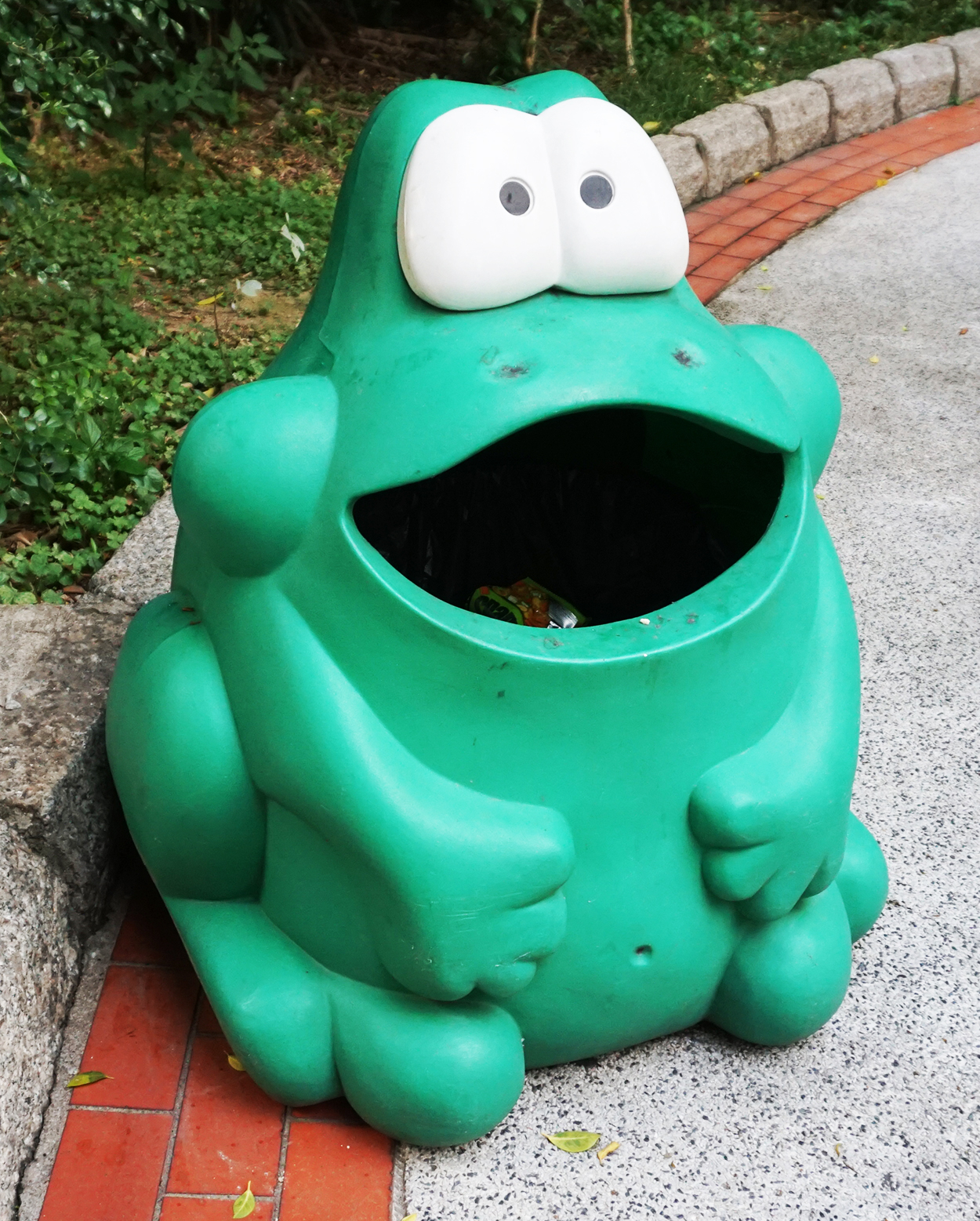
以青蛙為造型的垃圾箱
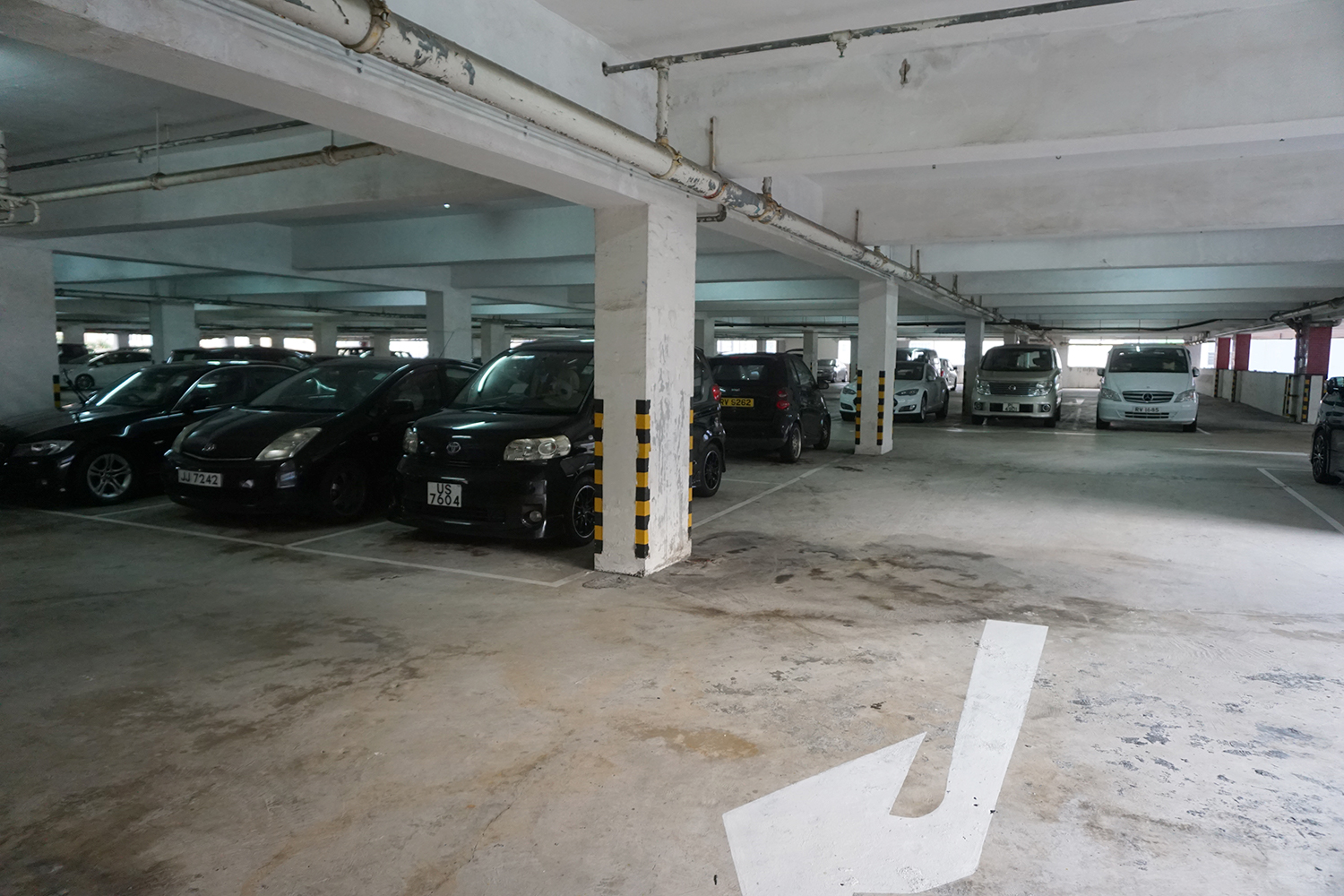
停車場
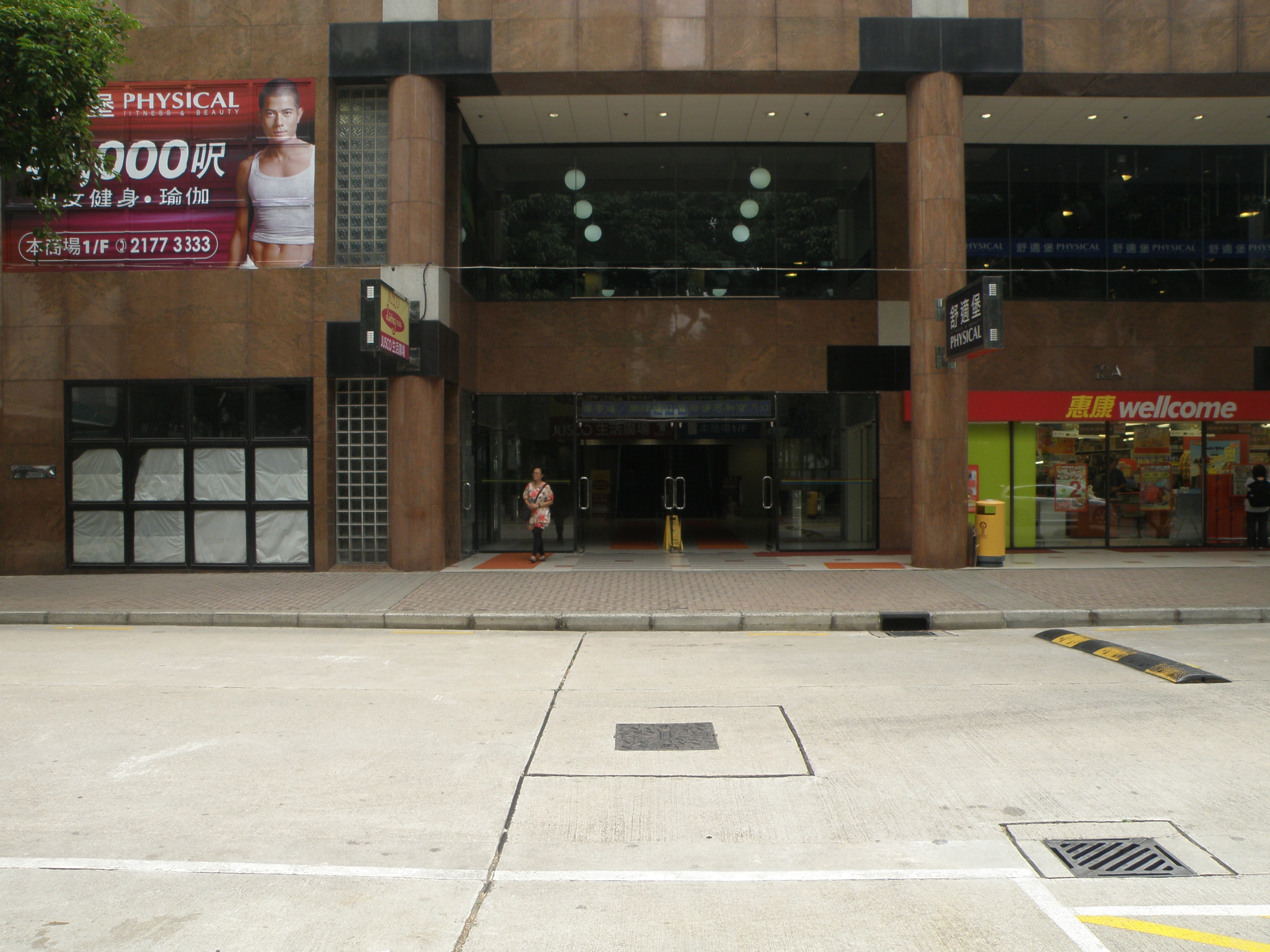
2期商場
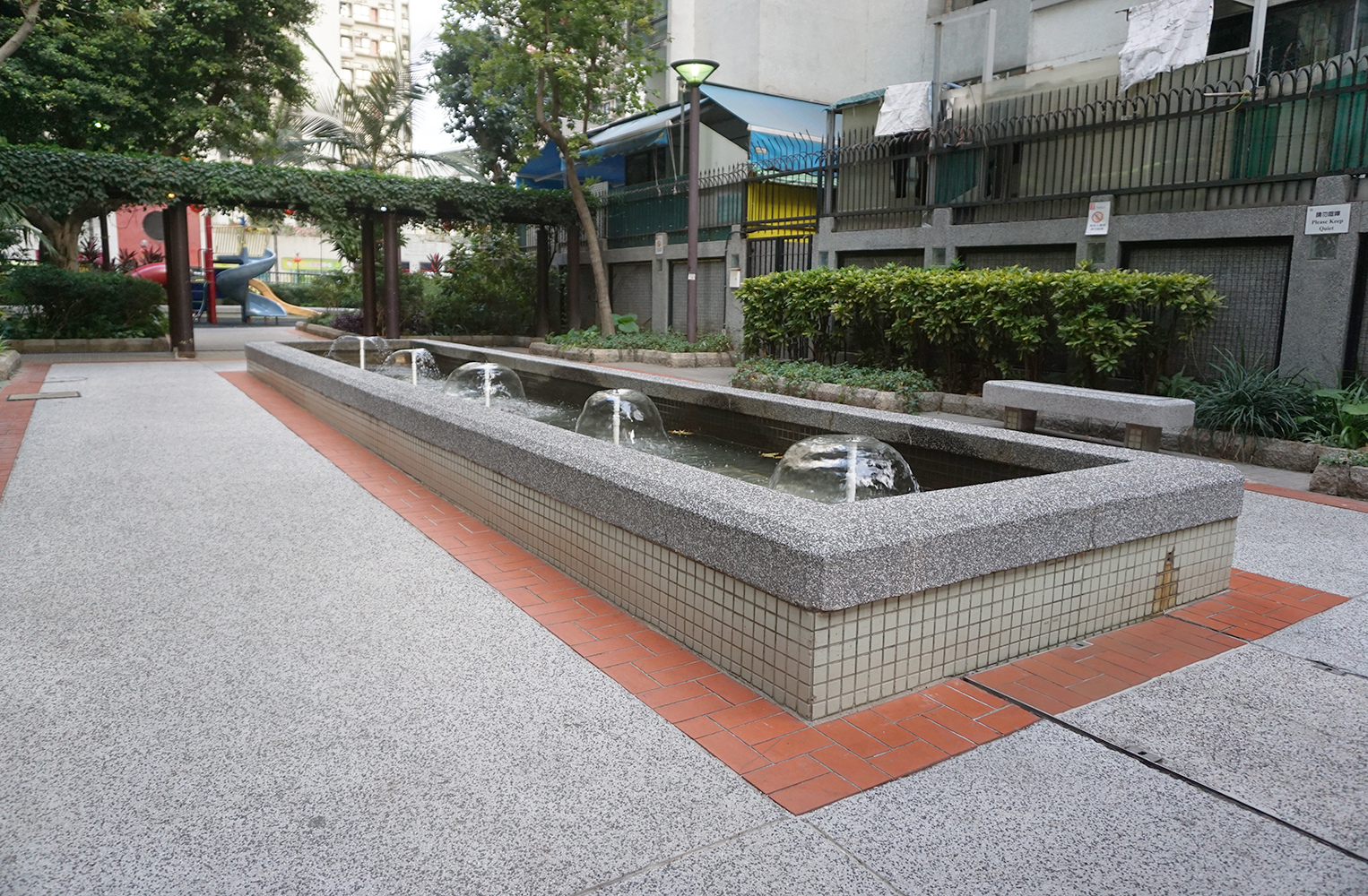
噴水池
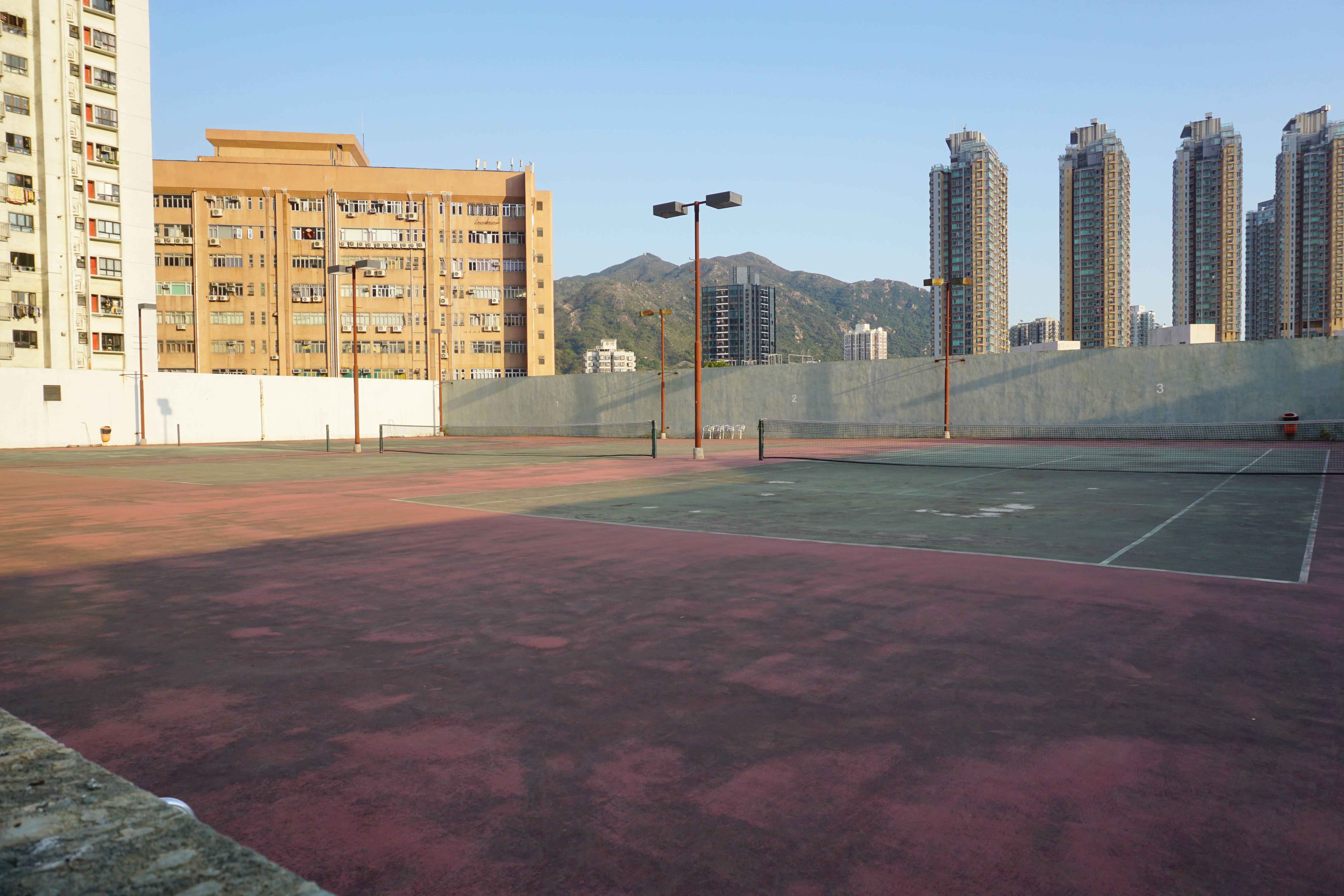
網球場
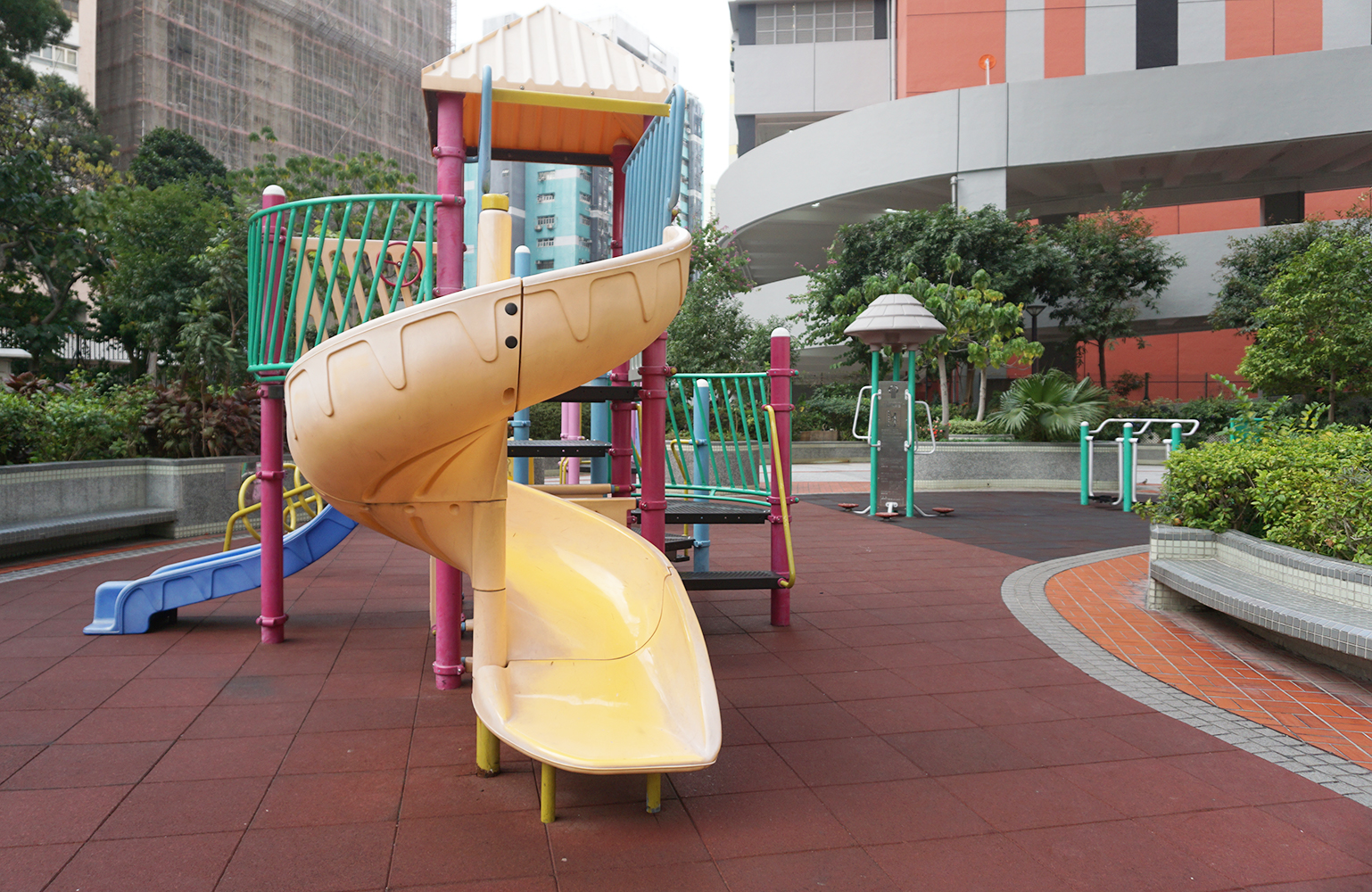
兒童遊樂場及健體區

### 樓宇外型
- 2期第4~6、10、11座樓宇的背面為工業邨 (噪音來源)，樓宇外型為單向設計；此設計方法是將「非噪音敏感地帶」（如：廚房及浴室）安放在此部份（房委會的單向設計康和型大廈亦參照本屋苑及同區海韻花園，兩者都是將「兩旁2個單位」與「最接近噪音來源兩旁的2個單位」相交形成銳角）。

## 商場
屋苑於第1期及第2期皆設有商場，第1期商場只設有地鋪，OK便利店、7-11便利店、茶餐廳及音樂中心等；而第2期商場設有兩層，原先商場長期只租出地下的單位，其商户有惠康超級市場、理髮店及一地產公司3間店鋪，而於2010年9月後，JUSCO承租2樓全層作「JUSCO 10元廣場 ——大興店」（現已改稱LIVING PLAZA BY AEON）；另外2011年舒適堡承租1樓全層為40,000呎屯門分店(已結業)。

## 所屬選區
大興花園與鄰近的卓爾居、翠林花園、康德花園均屬於屯門區議會的翠興選區，由前屯門社區網絡主席潘智鍵丶陳茂波擔任當區前任區議員。而在立法會地區直選中，則屬於新界西（LC4）選區。

## 附近屋苑／建築
- 翠林花園
- 康德花園
- 卓爾居
- 大興邨
- 浸信會永隆中學
- 好收成工業大廈

## 資料來源
1. 1 2  . 中原地產.   [2019-04-16]. （原始内容存档于2020-11-07）.（繁體中文）
2. 1 2  . 中原地產.   [2019-04-16]. （原始内容存档于2020-11-08）.（繁體中文）
3. ↑   (PDF).   [2020-08-26]. （原始内容存档 (PDF)于2018-01-24）.
4. ↑   (PDF).   [2020-08-26]. （原始内容存档 (PDF)于2018-11-23）.